# Jean-Baptiste Morin (Komponist)
Jean-Baptiste Morin (* 2. Februar 1677 in Orléans; † 27. April 1745 in Paris) war ein französischer Komponist der Barockzeit, der als einer Schöpfer der weltlichen französischen Kantate gilt.

## Leben
Jean-Baptiste Morin machte seine musikalische Ausbildung ab 1683 oder 1685 ungefähr, als Sängerknabe an der Stiftskirche Saint-Aignan in Orléans, unter dem Kapellmeister und Chorherrn Olivier Trembloit (um 1638–1712). Nach dieser Zeit, etwa ab 1698 wohnte er in Paris und war möglicherweise als Chorsänger in der Kirche Saint-André-des-Arts tätig. Ab 1701 wurde er „Ordinaire de la Musique“ am Hofe des Herzogs Philippe II. von Orléans, dem späteren französischen Regenten. In Paris, begegnete er dem Parlamentsrat, Dichter und Musikfreund Jean Serré de Rieux (1668–1747). 1719 wurde Morin Kapell- und Kammermeister der neu ernannten Äbtissin von Chelles, Louise-Adélaïde d’Orléans (1698–1743), Tochter Philippes II. Ab 21. Dezember 1722, wurde er „Chevalier servant de l’Ordre de Saint-Lazare“, dem die Komponisten Charles-Hubert Gervais und André Campra ab 1724 und (für Campra) ab 1726 angehören. Ab 1731 wohnte Morin in Paris in der Nähe des Palais-Royal in der rue des Bons-Enfants, zusammen mit dem Cembalisten und Komponisten Toussaint Bertin de la Doué und dessen Familie.

## Werk
Aus Morins Feder stammen zahlreiche Werke, darunter zwei Bände mit ein- bis zweistimmigen kleine Motetten (1704 und 1709) und drei Bände mit ein- bis dreistimmigen französischen Kantaten „Cantate françoise“ (1706, 1707 und 1712), die er im sogenannten „vermischten Stil“ oder „les goûts réunis“ komponierte : in diesem vermischen sich französische Elemente mit dem italienischen Stil. Im Vorwort der Ausgabe der Kantaten von 1706 beschrieb Morin seine diesbezüglichen Bemühungen. Ab etwa 1707 nahm der französische Stil eine bedeutendere Stellung in seinen Werken ein.
In seinem bekanntesten Werk, dem Divertissement „La Chasse du Cerf“, mit Libretto von Serré de Rieux (Aufführung im Oktober 1707 vor der Prinzessin de Conti, auch am 25. August 1708 in Fontainebleau vor Ludwig der XIV.) Morin gebrauchte mehrere bekannte Jagdmotive (La Dampierre, La Sourcillade). Joseph Haydn verwendete eines von diesen Themen in seiner 73. Symphonie.